# Probezzia sabroskyi
Probezzia sabroskyi är en tvåvingeart som beskrevs av Wirth 1951. Probezzia sabroskyi ingår i släktet Probezzia och familjen svidknott. Inga underarter finns listade i Catalogue of Life.